# Radio Music Society
| Совокупная оценка | Совокупная оценка |
| Источник          | Оценка            |
| ----------------- | ----------------- |
| Metacritic        | (74/100)          |
| Оценки критиков   |                   |
| Источник          | Оценка            |
| Allmusic          | [ 2 ]             |
| Blurt Magazine    | [ 3 ]             |
| Kulturspiegel     | favourable        |
| The Times         | [ 5 ]             |

«Radio Music Society» — четвёртый студийный альбом американской певицы и автора-исполнителя Эсперансы Сполдинг, выпущенный 20 марта 2012 года на лейбле Heads Up International. Две премии Грэмми в категориях За лучший джазовый вокальный альбом и Grammy Award for Best Arrangement, Instrumental and Vocals.

## История
Альбом вышел 20 марта 2012 года на лейбле Heads Up International.
Radio Music Society получил положительные отзывы музыкальных критиков и интернет-изданий, например от таких как Blurt Magazine, AllMusic, Kulturspiegel, The Times.
В США Radio Music Society стал для Сполдинг первым, попавшим в лучшую десятку Top-10. Он дебютировал на позиции № 10 в чарте Billboard 200 и на позицию № 1 в Top Jazz Albums с тиражом в 25,000 копий в первую неделю. К январю 2016 года тираж составил 135,000 копий в США.

## Список композиций
Слова и музыка всех песен — Эсперанса Сполдинг, кроме оговоренных.
| №                   | Название                                                    | Автор(ы)                                | Длительность |
| ------------------- | ----------------------------------------------------------- | --------------------------------------- | ------------ |
| 1.                  | «Radio Song»                                                |                                         | 6:32         |
| 2.                  | «Cinnamon Tree»                                             |                                         | 5:36         |
| 3.                  | «Crowned & Kissed»                                          | Spalding Algebra Blessett               | 4:35         |
| 4.                  | «Land of the Free»                                          |                                         | 1:54         |
| 5.                  | «Black Gold» (при участии Algebra Blessett & Lionel Loueke) |                                         | 5:17         |
| 6.                  | «I Can't Help It» (при участии Joe Lovano)                  | Susaye Brown Greene Stevie Wonder       | 4:42         |
| 7.                  | «Hold On Me»                                                |                                         | 3:40         |
| 8.                  | «Vague Suspicions»                                          |                                         | 5:51         |
| 9.                  | «Endangered Species» (при участии Lalah Hathaway)           | Spalding Wayne Shorter Joseph Vitarelli | 6:38         |
| 10.                 | «Let Her»                                                   |                                         | 4:21         |
| 11.                 | «City of Roses»                                             |                                         | 4:35         |
| 12.                 | «Smile Like That»                                           |                                         | 4:18         |
| Общая длительность: | Общая длительность:                                         | Общая длительность:                     | 57:52        |

| №   | Название                                              | Автор(ы)    | Длительность |
| --- | ----------------------------------------------------- | ----------- | ------------ |
| 13. | «Jazz Ain't Nothin but Soul» (при участии Joe Lovano) | Norman Mapp | 3:37         |

## Участники записи
- Эсперанса Сполдинг — вокал, гитара
- Terri Lyne Carrington: ударные (1-3, 5, 9, 11)
- Gretchen Parlato: бэк-вокал (1, 6, 10)
- Becca Stevens, Justin Brown: бэк-вокал (1, 6)
- Alan Hampton, Chris Turner: бэк-вокал (1)
- другие

## Чарты
| Чарт (2012)                           | Высшая позиция |
| ------------------------------------- | -------------- |
| Нидерланды (Album Top 100)            | 59             |
| Франция (SNEP)                        | 54             |
| Japanese Albums Chart                 | 39             |
| Норвегия (VG-lista)                   | 33             |
| Испания (PROMUSICAE)                  | 40             |
| Swedish Jazz Albums                   | 4              |
| Швейцария (Schweizer Hitparade)       | 75             |
| США (Billboard 200)                   | 10             |
| США (Billboard Top Jazz Albums)       | 1              |
| США (Billboard Top Tastemaker Albums) | 4              |
| США (Billboard Digital Albums)        | 9              |

### Синглы
| Год  | Сингл             | Чарт           | Высшая позиция |
| ---- | ----------------- | -------------- | -------------- |
| 2012 | «Black Gold»      | Top Jazz Songs | #20            |
| 2012 | «Black Gold»      | Japan Hot 100  | #21            |
| 2012 | «I Can’t Help It» | Top Jazz Songs | #26            |